# Binh chủng Nhảy dù Việt Nam Cộng hòa
Binh chủng Nhảy Dù Quân lực Việt Nam Cộng hòa là lực lượng tác chiến đổ bộ đường không của Quân lực Việt Nam Cộng hòa. Khởi đầu là các đơn vị nhảy dù được quân đội Liên hiệp Pháp huấn luyện, sau phục vụ cho Quân đội Quốc gia Việt Nam, từ khi thành lập đến khi tan rã đơn vị nhảy dù phát triển quân số đến quy mô cấp sư đoàn với tên gọi chính thức: Sư đoàn Nhảy dù Việt Nam Cộng hòa - (hay tên gọi tiếng Anh: Vietnamese Airborne Division, VNAD) và trở thành đơn vị Tổng trừ bị trực thuộc Bộ Tổng tham mưu Quân lực Việt Nam Cộng hòa. Đây là binh chủng có tính cơ động cao nhất của Quân lực Việt Nam Cộng hòa vì được hỗ trợ không vận từ máy bay vận tải DHC-4 và C-130 của Không lực Việt Nam Cộng hòa với khả năng đổ bộ trên mọi vùng chiến sự thuộc toàn bộ lãnh thổ Việt Nam Cộng hòa. Khác với Thủy quân lục chiến được yếm trợ hỏa lực tối đa hay Biệt động quân được hỗ trợ quân vận liên tục, binh chủng Nhảy dù thiên về kỹ thuật chiến đấu cá nhân với khả năng dùng không vận bay qua chốt phòng ngự, cũng như chuyên được sử dụng để đụng độ với các đơn vị bộ binh của Quân đội nhân dân Việt Nam. Bộ Tư lệnh sư đoàn đặt tại trại Hoàng Hoa Thám ngay cạnh Sân bay Tân Sơn Nhất.
- Bài ca chính thức: Sư đoàn Nhảy dù hành khúc.
- Thánh tổ: Tổng lãnh thiên thần Michael
- Đặc điểm nhận dạng: quân phục rằn ri với phù hiệu Sư đoàn Nhảy dù bên tay áo trái, nón beret (bê-rê, mũ nồi) màu đỏ có gắn phù hiệu Dù.

## Lịch sử hình thành

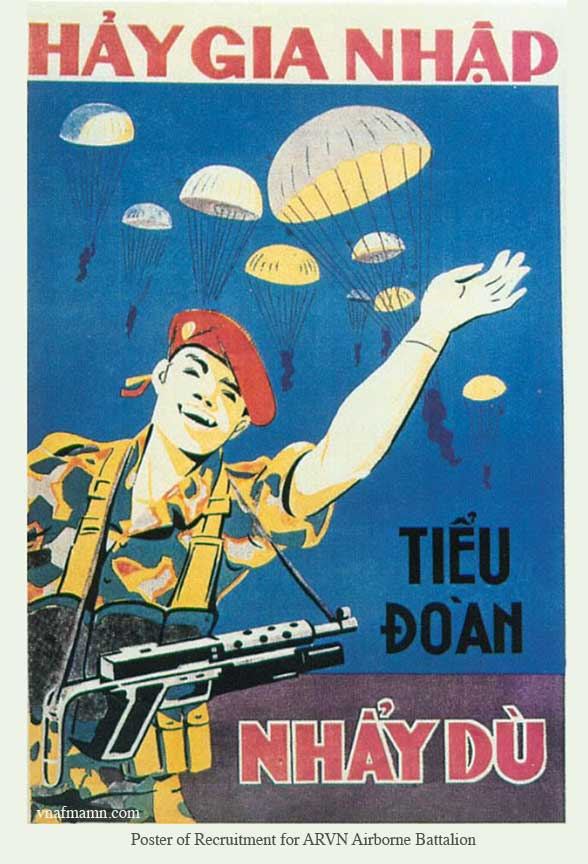
Một áp phích tổng động viên thời Quốc gia Việt Nam.

### Những đơn vị tiền thân
Mặc dù nhanh chóng tái kiểm soát được phần lớn Đông Dương, người Pháp vẫn vấp phải cuộc kháng chiến quyết liệt của những người bản xứ theo chủ nghĩa dân tộc dưới sự lãnh đạo của Việt Minh. Trước viễn cảnh cuộc chiến lâu dài với Việt Minh, các chỉ huy của lực lượng viễn chinh Pháp đã quyết định thành lập những đơn vị chiến đấu người bản xứ nhằm tăng cường và bổ sung thêm binh lực. Ngày 1 tháng 1 năm 1948, đơn vị nhảy dù đầu tiên gồm phần lớn là người Việt là Đại đội 1 Nhảy dù Dông Dương [1ere Compagnie Indochinoise Parachutiste - CIP] được thành lập, Đại đội trưởng người Pháp là Đại úy Grillet-Paysan. Liền sau đó là các Đại đội Nhảy dù Đông Dương 2, 3, 5 và Đại đội Nhảy dù Lê Dương (Compagnie Indochinoise Parachutiste Légion Etrangère) được thành lập. Mỗi một Đại đội Nhảy dù được biệt phái làm Đại đội thứ 4 cho mỗi các Tiểu đoàn 1, 2, 3 và 5 Biệt kích Nhảy dù Thuộc địa Pháp (BCCP - Bataillon Colonial de Commandos Parachutistes) và Tiểu đoàn 1 Nhảy dù Lê dương (1er BEP).
Phần lớn chỉ huy các đơn vị Nhảy dù này đều là người Pháp, kể cả ở cấp Trung đội. Chỉ duy nhất có Đại đội 3 Nhảy dù Đông Dương (3ème CIP), tiền thân là Đại đội Nhảy dù Bắc Kỳ (Compagnie Tonkinoise Parachutiste) thành lập tháng 5 năm 1948 do Đại úy Nguyễn Văn Vỹ chỉ huy (vì vậy đơn vị này còn được gọi là Compagnie Vỹ). Thậm chí, chỉ có mỗi Thiếu úy Đoàn Văn Quảng là sĩ quan Trung đội trưởng người Việt duy nhất trong Đại đội này.
Năm 1949, Đại đội Nhảy dù Liên đoàn Phòng vệ Nam Việt "Escadron Parachutiste Garde du Việt Nam Sud-EPGVNS" được thành lập tại Thủ Đức, là một đơn vị biệt lập xuất nguồn từ "Liên đoàn Phòng vệ Cộng hòa Nam Việt" (Garde Répubiique de Cochinchine). Đại úy Richard (người Pháp) làm chỉ huy Đại đội, và đến tháng 6 năm 1951 Trung úy Nguyễn Khánh từ Trung đoàn Ngự lâm quân chuyển về làm Đại đội Phó.
Sau khi quy chế về Quân đội Quốc gia Việt Nam được hình thành, ngày 1 tháng 8 năm 1951, Tiểu đoàn 1 Nhảy dù Việt Nam được thành lập tại Chí Hòa, Sài Gòn, xây dựng từ Đại đội 1 Nhảy dù Đông Dương và Đại đội Nhảy dù Phòng vệ Nam Việt. Tiểu đoàn có 2 Trung tâm Huấn luyện tại Căn cứ Tân Sơn Nhất, Sài Gòn và tại Phi trường Bạch Mai, Hà Nội. Lần lượt tiếp theo sau đó các Tiểu đoàn Nhảy dù số 3, 4, 5, 7 và 6 được thành lập trong thời gian 1952-1954, trở thành những Tiểu đoàn Nhảy dù thuộc biên chế Quân đội Quốc gia Việt Nam, dù trên thực tế chiến đấu dưới sự điều động của quân đội Liên hiệp Pháp.

### Đệ nhất Cộng hòa
Ngày 29/9/1954 Pháp bàn giao quân đội lại cho chính phủ Việt Nam. Trong các trận đánh với quân đối phương, tiểu đoàn 4,7 bị thiệt hại nặng và giải tán để lấy quân số bổ sung cho Bộ chỉ huy và đội yểm trợ. Liên đoàn Nhảy dù được thành lập từ 4 Tiểu đoàn 1, 3, 5 và 6. Chỉ huy trưởng Liên đoàn là Thiếu tá Đỗ Cao Trí. Liên đoàn có khoảng 4.000 người gồm Bộ chỉ huy, các Tiểu đoàn 1, 3, 5, 6 và Tiểu đoàn Trợ chiến (Gồm các Đại đội Quân y, Công Binh, Kỹ thuật và Súng cối, một Phân đội Truyền tin và một Trung đội Tiếp tế thả dù). Đến giữa năm 1955 toàn bộ Liên đoàn đã đóng quân tại Sài Gòn, Trung tâm Huấn luyện Nhảy Dù cũng được thành lập tại căn cứ Tân Sơn Nhất.
Ngày 1/9/1956 Trung tá Nguyễn Chánh Thi thay thế Đại tá Đỗ Cao Trí nhận chức vụ Chỉ huy trưởng. Năm 1959 Liên đoàn đổi tên thành Lữ đoàn Nhảy dù. Ngày 12/11/1960 Trung tá Cao Văn Viên được cử giữ chức vụ Chỉ huy trưởng Lữ đoàn, thay thế Đại tá Nguyễn Chánh Thi tham gia đảo chính bất thành.
Năm 1961 Tiểu đoàn 7 và Tiểu đoàn 8 Nhảy dù được thành lập. Năm 1962 Liên đoàn Nhảy dù tổ chức thành 2 Chiến đoàn Nhẩy Dù. Thiếu tá Dư Quốc Đống là Chiến đoàn trưởng Chiến đoàn 1 gồm các Tiểu đoàn 1, 3 và 8, đóng tại Căn cứ Hoàng Hoa Thám. Thiếu tá Đỗ Kế Giai là Chiến đoàn trưởng Chiến đoàn 2 gồm các Tiểu đoàn 5, 6 và 7, đóng tại Tam Hiệp, Biên Hòa.

### Đệ nhị Cộng hòa
Năm 1964 Đại tá Cao Văn Viên được đặc cách thăng Thiếu tướng ngay tại mặt trận sau chiến thắng Hồng Ngự, bổ nhiệm về Bộ Tổng Tham mưu, Trung tá Dư Quốc Đống lên giữ chức vụ Tư lệnh Lữ đoàn Nhảy Dù.
Giữa năm 1965 Tiểu đoàn 2, Tiểu đoàn 9 Nhảy Dù và Tiểu đoàn Pháo binh được thành lập. Đơn vị Quân y được nâng cấp thành Tiểu đoàn Quân y.
Ngày 1/12/1965 Lữ đoàn Nhảy Dù tổ chức nâng cấp thành Sư đoàn. (Bộ Tư lệnh Sư đoàn được đặt tại trại Hoàng Hoa Thám, Tân Bình, Gia Định). Các Chiến đoàn 1 và 2 đổi tên thành Lữ đoàn, do Trung tá Hồ Trung Hậu (Lữ đoàn 1) và Trung tá Đào Văn Hùng chỉ huy (Lữ đoàn 2). Lữ đoàn 3 Nhẩy Dù được thành lập, Trung tá Nguyễn Khoa Nam là Lữ đoàn trưởng.

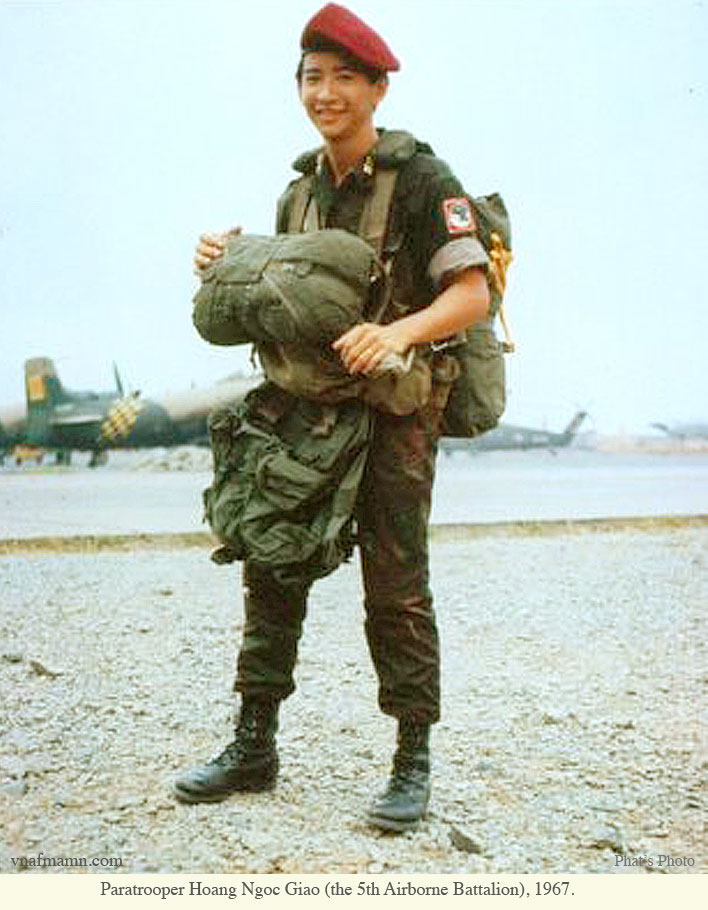
Lính dù Hoàng Ngọc Giao (Tiểu đoàn 5) chuẩn bị thực hiện một phi vụ nhảy toán

Tiểu đoàn 11 Nhảy dù được thành lập năm 1967. Tiểu đoàn Yểm trợ KBC 4759 (Tiền thân là Tiểu đoàn Trợ chiến) được thành lập ngày 1/11/1968, có 6 Đại đội là: Đại đội Chỉ huy và Công vụ, Đại đội kỹ thuật, Đại đội Tài chính, Đại đội Vận tải, Đại đội Tiếp liệu, Đại đội Bảo trì và 4 Phân đội Tiếp vận Hành quân, yểm trợ với 4 Lữ đoàn tác chiến. Đồn trú trong Căn cứ Hoàng Hoa Thám. Tiểu đoàn trưởng đầu tiên là Thiếu tá Tống Hồ Hàm. Tiểu đoàn trưởng cuối cùng là Thiếu tá Võ Văn Thu.
Năm 1968, Sư đoàn Nhảy dù đã hoàn chỉnh với 3 Lữ đoàn gồm 9 Tiểu đoàn tác chiến, 3 Đại đội Trinh sát và 3 Tiểu đoàn Pháo binh. Dù bị thiệt hại khá nặng qua các chiến dịch trong Tet Offensive, đơn vị vẫn kịp thời được bổ sung và giữ vững đội hình.
Đầu năm 1974, thành lập Lữ đoàn 4 với các Tiểu đoàn trực thuộc tân lập gồm: 3 Tiểu đoàn 12, 14 và 15. Đồng thời thành lập thêm 3 Tiểu đoàn biệt lập trực thuộc Bộ Tư lệnh Sư đoàn: Tiểu đoàn 16, 17 và 18.

### Nhảy dù là một đơn vị đặc biệt, Tổng trừ bị của QLVNCH
Sư đoàn Nhảy dù là một đơn vị tinh nhuệ và thiện chiến của Quân lực Việt Nam Việt Nam Cộng hòa, đặt dưới quyền điều động trực tiếp của Bộ Tổng Tham mưu. Quân nhân trong Sư đoàn từ binh sĩ đến sĩ quan đều là thành phần tình nguyện sau khi mãn khóa quân trường, tuy nhiên vẫn phải qua một quá trình tuyển chọn rất kỹ lưỡng mới được gia nhập vào binh chủng. Đặc biệt đa phần lực lượng là con em Công giáo, trong số đó cũng có khá nhiều người miền bắc di cư năm 1954. Được huấn luyện nhẩy dù và ôn tập tác chiến rất chu đáo, trang bị vũ khí tối tân.

### Những trận chiến và biến cố lớn
Từ khi thành lập đến khi hoàn thiện, Sư đoàn Nhảy dù liên tiếp đối đầu với những đơn vị mạnh của đối phương. Sư đoàn tham gia chiến tranh cục bộ, những trận chiến Mậu Thân, Việt Nam hóa chiến tranh với những thương vong cực lớn và cũng được chính đối phương đánh giá cao.
Năm 1971, Sư đoàn Nhảy dù đã tham gia Chiến dịch Lam Sơn 719. Dù có Không quân Mỹ yểm trợ, Sư đoàn vẫn mắc bẫy đối phương và bị Sư đoàn 320 (F320A) Quân đội Nhân dân VN tiêu diệt mất Lữ đoàn 3, bắt sống Lữ đoàn trưởng Nguyễn Văn Thọ. Quân Nhảy dù bị đánh thiệt hại rất nặng trong chiến dịch này.
Năm 1972, sau Mùa hè đỏ lửa Chuẩn tướng Lê Quang Lưỡng giữ chức vụ Sư đoàn trưởng. Đầu năm 1974 Lữ đoàn 4 Nhảy dù được thành lập, Trung tá Lê Minh Ngọc là Lữ đoàn trưởng. Ngày 20 tháng 4 năm 1975, Lữ đoàn phó là Trung tá Nguyễn Đình Ngọc lên thay và chỉ huy Lữ đoàn 4 phòng thủ Sài Gòn.
Năm 1974, Lữ đoàn 1 và 2 Nhảy dù đã cùng với Sư đoàn 3 Bộ binh tiến hành tái chiếm lại Thượng Đức, một tiền đồn quan trọng của Việt Nam Cộng hòa đã bị Sư đoàn 304 Quân đội Nhân dân VN đánh chiếm trước đó.
- Tái chiếm lần thứ nhất vào ngày 19-9-1974.
- Tái chiếm lần thứ hai vào ngày 11-11-1974. Đến cuối năm, đơn vị Nhảy dù thất bại và rút ra ngoài gần hết quân, chỉ để lại 2 Tiểu đoàn cầm cự lẻ tẻ.

Năm 1975, Ban Mê Thuột thất thủ, Sư đoàn 23 Bộ binh bị đánh tan ở Nông trại Phước An và sân bay Hòa Bình, phía đông Ban Mê Thuột. Lữ đoàn 3 Nhảy dù đã được điều từ Vùng 1 Chiến thuật vào giữ đèo Phụng Hoàng ngăn đối phương phát triển xuống đồng bằng, đơn vị này kháng cự được một thời gian ngắn và bị tan rã, chỉ có một số kịp di tản xuống phía nam.
Cùng với việc Lữ đoàn 3 Nhảy dù được gửi đến đèo Phụng Hoàng, Lữ đoàn 1 và 2 Nhảy dù được điều về miền đông phòng thủ trước cửa ngõ Sài Gòn. Các đơn vị này đã tham gia trận đánh lớn cuối cùng bên cạnh Sư đoàn 18 Bộ binh và Liên đoàn 81 Biệt cách dù tại Xuân Lộc, đánh trả Quân đoàn 4 gồm các Sư đoàn 341, 6 và 7 của Quân đội Nhân dân VN.
Phần còn lại của lực lượng Nhảy dù đã về Sài Gòn khi Xuân Lộc thất thủ. Họ đã chiến đấu với Sư đoàn 325 và không cản được lữ đoàn xe tăng 203 của Quân đội Nhân dân Việt Nam tiến về Dinh Độc Lập. Khi Tổng thống Dương Văn Minh ra lệnh đầu hàng, các lực lượng lính dù còn lại đã tan rã.

## Đơn vị trực thuộc
| Stt | Đơn vị                      |                                                                                 | Stt | Đơn vị                                        | |
| --- | --------------------------- | ------------------------------------------------------------------------------- | --- | --------------------------------------------- | --- |
| 1   | Lữ đoàn 1                   | -Tiểu đoàn 1 -Tiểu đoàn 8 -Tiểu đoàn 9 -Đại đội 1 Trinh sát -Phân đội 1 YTHQ    | 10  | Ban Quân nhạc                                 | |
| 2   | Lữ đoàn 2                   | -Tiểu đoàn 5 -Tiểu đoàn 7 -Tiểu đoàn 11 -Đại đội 2 Trinh sát -Phân đội 2 YTHQ   | 11  | Tiểu đoàn Quân y                              | |
| 3   | Lữ đoàn 3                   | -Tiểu đoàn 2 -Tiểu đoàn 3 -Tiểu đoàn 6 -Đại đội 3 Trinh sát -Phân đội 3 YTHQ    | 12  | Tiểu đoàn Truyền tin                          | |
| 4   | Lữ đoàn 4                   | -Tiểu đoàn 12 -Tiểu đoàn 14 -Tiểu đoàn 15 -Đại đội 4 Trinh sát -Phân đội 4 YTHQ | 13  | Tiểu đoàn Trợ chiến                           | -Đại đội Chỉ huy -Đại đội Công vụ -Đại đội Tài chính -Đại đội Vận tải -Đại đội Tiếp liệu -Đại đội Kỹ thuật -Đại đội Bảo trì |
| 5   | Lữ đoàn 5 (Đang hình thành) | -Tiểu đoàn 16 -Tiểu đoàn 17 -Tiểu đoàn 18 - Đại đội 5 Trinh sát                 | 14  | Trung tâm Huấn luyện                          | Vương Mộng Hồng |
| 6   | Bộ chỉ huy Tổng hành dinh   |                                                                                 | 15  | Tiểu đoàn Huấn luyện                          | Vương Mộng Hồng |
| 7   | Đại đội Quân cảnh 204       |                                                                                 | 16  | Khối Bổ sung                                  | |
| 8   | Đại đội Thám báo            | Dưới quyền điều động trực tiếp của Tư lệnh Sư đoàn                              | 17  | Bệnh viện Đỗ Vinh                             | |
| 9   | Biệt đội Tác chiến Điện tử  |                                                                                 | 18  | Bộ chỉ huy Pháo binh (Trang bị đại bác 105ly) | -Tiểu đoàn 1 -Tiểu đoàn 2 -Tiểu đoàn 3 -Tiểu đoàn 4 -Tiểu đoàn 5 (Đang hình thành)                                          |

## Chỉ huy Sư đoàn, Lữ đoàn, Tiểu đoàn tháng 4/1975
| Stt | Cấp bậc         | Họ và tên                                                              | Chức vụ                              |                            | |
| --- | --------------- | ---------------------------------------------------------------------- | ------------------------------------ | -------------------------- | --- |
| 1   | Chuẩn tướng     | Lê Quang Lưỡng                                                         | Tư lệnh                              |                            | |
| 2   | Đại tá          | Trương Vĩnh Phước Võ khoa Thủ Đức K4                                   | Tư lệnh phó                          |                            | |
| 3   | Đại tá          | Văn Bá Ninh Võ bị Đà Lạt K6                                            | Tham mưu trưởng                      |                            | |
|     |                 |                                                                        |                                      | Cấp bậc                    | Tiểu đoàn trưởng |
| 4   | Trung tá        | Nguyễn Văn Đĩnh Võ bị Đà Lạt K15 Lê Hồng Đặc biệt Đồng đế K4           | Chỉ huy trưởng Lữ đoàn 1 Chỉ huy phó | Thiếu tá Thiếu tá Đại úy   | Ngô Tùng Châu - Tiểu đoàn 1 Nguyễn Viết Thanh - Tiểu đoàn 8 Lê Mạnh Đường - Tiểu đoàn 9 Võ Văn Đức - Đại đội 1 Trinh sát           |
| 5   | Đại tá Trung tá | Nguyễn Thu Lương Võ khoa Thủ Đức K4 Trần Văn Sơn Võ khoa Thủ Đức K8    | Chỉ huy trưởng Lữ đoàn 2 Chỉ huy phó | Thiếu tá Thiếu tá Đại úy   | Võ Trọng Em - Tiểu đoàn 5 Nguyễn Lô - Tiểu đoàn 7 Lê Văn Phương - Tiểu đoàn 11 Mai Văn Sang - Đại đội 2 Trinh sát                  |
| 6   | Trung tá        | Trần Đăng Khôi Võ bị Đà Lạt K16 Bùi Quyền Võ bị Đà Lạt K16             | Chỉ huy trưởng Lữ đoàn 3 Chỉ huy phó | Thiếu tá Thiếu tá Đại úy   | Trần Công Hạnh - Tiểu đoàn 2 Lã Quý Trang - Tiểu đoàn 3 Trần Tấn Hòa - Tiểu đoàn 6 Nguyễn Viết Hoạch - Đại đội 3 Trinh sát         |
| 7   | Trung tá        | Lê Minh Ngọc Võ bị Đà Lạt K16 Nguyễn Đình Ngọc Võ bị Đà Lạt K19        | Chỉ huy trưởng Lữ đoàn 4 Chỉ huy phó | Thiếu tá Thiếu tá Trung úy | Nguyễn Văn Nghiêm - Tiểu đoàn 12 Nguyễn Đức Tâm - Tiểu đoàn 14 Nguyễn Văn Phú - Tiểu đoàn 15 Trần Chí Mỹ - Đại đội 4 Trinh sát     |
| 8   |                 |                                                                        | Lữ đoàn 5 (Đang hình thành)          | Trung tá Thiếu tá          | Phạm Kim Bằng - Tiểu đoàn 16 Hồng Thu - Tiểu đoàn 17 Lê Hữu Chí - Tiểu đoàn 18                                                     |
| 9   | Đại tá Trung tá | Nguyễn Văn Tường Võ khoa Thủ Đức K4 Nguyễn Văn Lước Võ khoa Thủ Đức K7 | Chỉ huy trưởng Pháo binh Chỉ huy phó | Thiếu tá                   | Nguyễn Bá Trí - Tiểu đoàn 1/PB Nguyễn Ngọc Triệu - Tiểu đoàn 2/PB Nguyễn Văn Thông - Tiểu đoàn 3/PB Đặng Hữu Minh - Tiểu đoàn 4/PB |

## Chỉ huy Lữ đoàn và Đơn vị Yểm trợ qua các thời kỳ
| Stt | Đơn vị              | Họ và tên                                  | Cấp bậc  | Tại chức  | Chú thích |  |
| --- | ------------------- | ------------------------------------------ | -------- | --------- | --- |  |
|     | Lữ đoàn 1           | Đơn vị tác chiến                           |          |           | Năm 1961, thành lập với danh xưng ban đầu là Chiến đoàn 1, đến năm 1968 đổi tên thành Lữ đoàn 1 |  |
| 1   |                     | Dư Quốc Đống Võ bị Đà Lạt K5               | Thiếu tá | 1961-1964 | |  |
| 2   |                     | Bùi Kim Kha Võ bị Đà Lạt K8                | Thiếu tá | 1964-1966 | Năm 1970 là Đại tá Tham mưu trưởng Sư đoàn Dù |  |
| 3   |                     | Hồ Trung Hậu Thủ Đức K4                    | Thiếu tá | 1966-1967 | |  |
| 4   |                     | Lê Quang Lưỡng Võ khoa Thủ Đức K4          | Thiếu tá | 1967-1972 | |  |
| 5   |                     | Lê Văn Ngọc Võ khoa Thủ Đức K5             | Trung tá | 1972-1974 | Đại tá Tỉnh trưởng kiêm Tiểu khu trưởng sau cùng của Tỉnh Quảng Ngãi |  |
| 6   |                     | Nguyễn Văn Đỉnh Võ bị Đà lạt K15           | Trung tá | 1974-1975 | |  |
|     | Lữ đoàn 2           | Đơn vị tác chiến                           |          |           | Thành lập Chiến đoàn và đổi tên thành Lữ đoàn cùng thời điểm với Lữ đoàn 1 |  |
| 1   |                     | Đỗ Kế Giai Võ bị Đà Lạt K5                 | Thiếu tá | 1961      | |  |
| 2   |                     | Hồ Tiêu Võ bị Địa phương Trung Việt Huế K2 | Thiếu tá | 1961-1963 | Là Đại tá Tư lệnh sau cùng của Binh chủng Lực lượng Đặc biệt (Giải tán năm 1970) |  |
| 3   |                     | Đỗ Kế Giai                                 | Thiếu tá | 1963-1964 | |  |
| 4   |                     | Trương Quang Ân Đà Lạt K7                  | Thiếu tá | 1964-1965 | |  |
| 5   |                     | Ngô Xuân Nghị Võ bị Đà Lạt K8              | Thiếu tá | 1965-1966 | Sau cùng là Đại tá Chánh Sở Công tác Nha Kỹ thuật Bộ Tổng tham mưu |  |
| 6   |                     | Đào Văn Hùng Trường HSQ Pháp               | Thiếu tá | 1966-1968 | Sau cùng là Trung tá Tham mưu phó Bộ Tư lệnh Sư đoàn Dù |  |
| 7   |                     | Trần Quốc Lịch Võ khoa Thủ Đức K4p         | Trung tá | 1968-1972 | |  |
| 8   |                     | Nguyễn Thu Lương Võ khoa Thủ Đức K4        | Đại tá   | 1972-1974 | |  |
| 9   |                     | Lê Minh Ngọc Võ bị Đà Lạt K16              | Trung tá | 1974      | |  |
| 10  |                     | Nguyễn Thu Lương                           | Đại tá   | 1974-1975 | |  |
| 11  |                     | Đào Thiện Tuyển Võ bị Đà Lạt K14           | Trung tá | 3/1975    | Ngày 16/3/1975, Đại tá Lương bị địch bắt tại mặt trận Phan Rang, Trung tá Tuyển được chỉ định thay thế làm Lữ trưởng đến 30/4/1975 |  |
|     | Lữ đoàn 3           | Đơn vị tác chiến                           |          |           | Năm 1966, thành lập với danh xưng ban đầu là Chiến đoàn 3, đổi tên thành Lữ đoàn cùng thời điểm với Lữ đoàn 1 và 2 |  |
| 1   |                     | Nguyễn Khoa Nam Thủ Đức K3                 | Trung tá | 1966-1970 | |  |
| 2   |                     | Nguyễn Văn Thọ Võ khoa Thủ Đức K4          | Trung tá | 1970-1971 | Bị địch bắt làm tù binh trong trận Hạ Lào Lam Sơn 719 năm 1971 |  |
| 3   |                     | Trương Vĩnh Phước Võ khoa Thủ Đức K4       | Trung tá | 1971-1972 | |  |
| 4   |                     | Văn Bá Ninh Võ bị Đà Lạt K6                | Trung tá | 1972-1974 | |  |
| 5   |                     | Lê Văn Phát Võ khoa Thủ Đức K4             | Trung tá | 1974-1975 | |  |
| 6   |                     | Trần Đăng Khôi Võ bị Đà Lạt K16            | Trung tá | 1975      | |  |
|     | Lữ đoàn 4 (Tân lập) | Đơn vị tác chiến                           | Trung tá |           | |  |
| 7   |                     | Lê Minh Ngọc Võ bị Đà Lạt K16              | Trung tá | 1974-1975 | |  |
|     | Pháo binh           | Đơn vị Yểm trợ                             |          |           | Năm 1965, Lữ đoàn Dù được nâng cấp Sư đoàn đồng thời thành lập Tiểu đoàn Pháo binh (mỗi Lữ đoàn có 1 Pháo đội yểm trợ). Thiếu tá Huỳnh Long Phi được cử làm Tiểu đoàn trưởng. Đến năm 1968, thành lập thêm 2 Tiểu đoàn nữa đồng thời thành lập Bộ chỉ huy Pháo binh. Thiếu tá Phi vẫn là Tiểu đoàn trưởng Tiểu đoàn Dù đầu tiên (đổi tên thành Tiểu đoàn 1 Pháo binh) kiêm Chỉ huy trưởng Bộ chỉ huy Pháo binh Sư đoàn Dù. |  |
| 1   |                     | Huỳnh Long Phi Võ khoa Thủ Đức K4          | Thiếu tá | 1965-1971 | Năm 1972, tử nạn trực thăng trong khi thi hành nhiệm vụ, được truy thăng Đại tá |  |
| 2   |                     | Nguyễn Văn Tường Võ khoa Thủ Đức K4        | Trung tá | 1971-1975 | Cấp bậc sau cùng là Đại tá |  |
|     | Trợ chiến           | Tiểu đoàn Yểm trợ                          |          |           | Đơn vị này, năm 1954 Binh chủng Nhảy dù của Quân đội Liên hiệp Pháp bàn giao cho Quân đội Quốc gia, đã cử 1 sĩ quan VN chỉ huy. Năm 1955 cơ cấu lại thành Tiểu đoàn Trợ chiến Nhảy dù. Năm 1968 đổi tên thành Tiểu đoàn Yểm trợ Nhảy dù |  |
| 1   |                     | Trịnh Xuân Nghiêm Võ bị Đà Lạt K3          | Đại úy   | 1954      | Sau cùng là Đại tá Tham mưu trưởng Trường Chỉ huy & Tham mưu (từ năm 1972) |  |
| 2   |                     | Nguyễn Thọ Lập Võ bị Đà Lạt K5             | Đại úy   | 1954-1956 | Sau cùng là Đại tá Trung đoàn trưởng Trung đoàn 15, SĐ 9 BB. Giải ngũ năm 1973. |  |
| 3   |                     | Nguyễn Thành Chuẩn Võ bị Đà Lạt K6         | Đại úy   | 1956-1960 | Năm 1959, các đơn vị trực thuộc Tiểu đoàn Trợ chiến được chuyển trực thuộc Bộ Tư lệnh Lữ đoàn Nhảy dù. Bộ chỉ huy Tiểu đoàn Trợ chiến trở thành Bộ chỉ huy Căn cứ (trại) Hoàng Hoa Thám, Đến năm 1965 trở thành Bộ chỉ huy Tổng hành dinh Sư đoàn Nhảy dù. Do đó Tiểu đoàn trưởng Trợ chiến kiêm Chỉ huy trưởng Trại Hoàng Hoa Thám và sau đó là Chỉ huy trưởng Tổng hành dinh Sư đoàn (Thời điểm này Tiểu đoàn Trợ chiến tạm thời giải tán). Đại úy Chuẩn sau cùng là Đại tá Chỉ huy trưởng Biệt động quân Quân khu 3 và mấy ngày cuối cùng nhận chức Tư lệnh Sư đoàn 101 Biệt động quân tân lập |  |
| 4   |                     | Hồ Tiêu Võ bị Địa phương Trung Việt K2     | Đại úy   | 1960-     | |  |
| 5   |                     | Nguyễn Đức Huy Võ bị Đà Lạt K10            | Trung tá | 1968      | Bắt đầu từ ngày Tiểu đoàn Trợ chiến được tái lập và đổi tên thành Tiểu đoàn Yểm trợ. Sau cùng là Đại tá Trưởng phòng 4 Sư đoàn Dù |  |
| 6   |                     | Tống Hồ Hàm Võ bị Đà Lạt K18               | Trung tá | 1968-1970 | |  |
| 7   |                     | Lê Đức Trang                               | Thiếu tá | 1970-1971 | Sau cùng là Trung tá |  |
| 8   |                     | Nguyễn Ngọc Bắc                            | Thiếu tá | 1971-1973 | Sau cùng là Trung tá thuộc phòng 4 Sư đoàn dù |  |
| 9   |                     | Võ Văn Thu                                 | Thiếu tá | 1973-1975 | |  |

## Tướng lãnh xuất thân từ binh chủng
| Stt | Họ và tên                                                      | Cấp bậc     | Thời gian phục vụ | Chú thích |
| --- | -------------------------------------------------------------- | ----------- | ----------------- | --- |
| 1   | Nguyễn Khánh Võ bị Viễn Đông                                   | Đại tướng   | 1949-1952         | Trung úy, Đại úy Đại đội trưởng Đại đội Biệt lập Dù, Thiếu tá Tiểu đoàn trưởng Tiểu đoàn 1 Nhảy dù |
| 2   | Cao Văn Viên Võ bị Địa phương Cap St Jacques Tư lệnh thứ 3     | Đại tướng   | 1960-1964         | Trung tá, Đại tá, Thiếu tướng Tư lệnh Lữ đoàn Nhảy dù |
| 3   | Đỗ Cao Trí Võ bị Nước Ngọt Tư lệnh đầu tiên                    | Đại tướng   | 1950-1956         | Trung úy Trung đội trưởng, Đại đội trưởng Đại đội Biệt lập Dù, Đại úy, Thiếu tá Tiểu đoàn trưởng Tiểu đoàn 6 Dù (1950-1954), Thiếu tá, Trung tá, Đại tá tư lệnh Liên đoàn Nhảy dù (1954-1956) |
| 4   | Nguyễn Chánh Thi Võ bị Địa phương Cap St Jacques Tư lệnh thứ 2 | Trung tướng | 1951-1960         | Thiếu úy, Trung úy Đại đội trưởng đại đội biệt kích của Tiểu đoàn 1 Nhảy dù (1951-1954), Đại úy Tiểu đoàn trưởng Tiểu đoàn 5 Dù (1955), Thiếu tá Tư lệnh phó Liên đoàn Dù (1955-1956), Thiếu tá, Trung tá, Đại tá Tư lệnh Liên đoàn Dù (1956-1960) |
| 5   | Dư Quốc Đống Võ bị Đà Lạt K5 Tư lệnh thứ 4                     | Trung tướng | 1952-1972         | Thiếu úy Trung đội trưởng, Trung úy Đại đội trưởng (1952-1960), Đai úy Tiểu đoàn trưởng (1960-1962), Thiếu tá Chiến đoàn trưởng (1962-1963), Trung tá Tư lệnh phó Lữ đoàn dù (1963-1964), Đai tá quyền Tư lệnh Lữ đoàn Dù (1964), Chuẩn tướng, Thiếu tướng, Trung tướng Tư lệnh Lữ đoàn, Sư đoàn Dù (1964-1972)                                                                         |
| 6   | Nguyễn Văn Vỹ Võ bị Tông Sơn Tây                               | Trung tướng | 1949-1950         | Đại úy Đại đội trưởng Đại đội 3 Nhảy dù Đông Dương thuộc Tiểu đoàn 3 Biệt kích Nhảy dù, khi sáp nhập qua Quân đội Quốc gia, chuyển sang bộ binh |
| 7   | Phan Trọng Chinh Võ bị Đà Lạt K5                               | Trung tướng | 1952-1960         | Thiếu úy Trung đội trưởng, Trung úy Đại đội trưởng Dù, Đại úy Tiểu đoàn trưởng đầu tiên Tiểu đoàn 3 Dù, Thiếu tá Tham mưu trưởng Liên đoàn Dù (Năm 1960, ngày 11/11 tham gia cuộc đảo chính do Đại tá Nguyễn Chánh Thi cầm đầu, bị xử tù cho đến sau cuộc đảo chính 1/11/1963 được phục hồi quân ngũ và chuyển qua bộ binh                                                              |
| 8   | Ngô Quang Trưởng Võ khoa Thủ Đức K4                            | Trung tướng | 1954-1966         | Thiểu uý Trung đội trưởng, Trung úy Đại đội trưởng thuộc Tiểu đoàn 5 Dù (1954-1961), Đại úy, Thiếu tá Tiểu đoàn trưởng Tiểu đoàn 5 (1961-1964), Trung tá Tham mưu trưởng Lữ đoàn Dù, Trung tá, Đại tá Tư lệnh phó Sư đoàn Dù (1964-1966) |
| 9   | Đoàn Văn Quảng Võ bị Pháp.                                     | Thiếu tướng | 1945-1953         | Thiếu úy, Trung úy, Đại úy chỉ huy Trung đội, Đại đội trong đơn vị Dù, sau Chỉ huy trưởng Biệt động đội và thời gian sau chuyển qua Lực lượng Đặc biệt. |
| 10  | Phạm Văn Phú Võ bị Đà Lạt K8                                   | Thiếu tướng | 1953-1954         | Thiếu úy Trung đội trưởng, Trung úy, Đại úy Đại đội trưởng thuộc Tiểu đoàn 5 Dù. Năm 1954, bị Việt Minh bắt làm tù binh. Năm 1955 được thả, chuyến qua bộ binh, thời gian sau chuyến sang Lực lượng Đặc biệt |
| 11  | Trương Quang Ân Võ bị Đà Lạt K7                                | Thiếu tướng | 1963-1965         | Thiếu úy Trung đội trưởng, Trung úy Đại đội trưởng, Đại úy Trưởng ban 3 trong Tiểu đoàn 5 Dù, Thiếu tá Tiểu đoàn trưởng Tiểu đoàn 8 Dù tân lập (1953-1962) Thiếu tá, Trung tá Tham mưu trưởng Lữ đoàn Dù, Trung tá Chiến đoàn trưởng Chiến đoàn 1 Dù (1962-1956). Sau là Đại tá, Chuẩn tướng Tư lệnh Sư đoàn 23 bộ binh. Năm 1968, tử nạn được truy thăng Thiếu tướng                   |
| 12  | Đỗ Kế Giai Võ bị Đà Lạt K5                                     | Thiếu tướng | 1952-1965         | Thiếu úy Trung đội trưởng, Trung úy Đại đội trưởng thuộc Tiểu đoàn 3 Dù (1952-1955), Đại úy, Thiếu tá Tiểu đoàn trưởng Tiểu đoàn 6, rồi Tiểu đoàn 5 Dù (1966-1962), Thiếu tá Chiến đoàn trưởng Chiến đoàn 2 Dù (1962-1965). Sau chuyển qua Bộ binh, Biệt động quân. |
| 13  | Nguyễn Khoa Nam Võ khoa Thủ Đức K3                             | Thiếu tướng | 1953-1970         | Thiếu úy Trung đội trưởng trong các Tiểu đoàn 7, Tiểu đoàn 3 Dù (1953-1955) Trung úy phục vụ Tiểu đoàn Trợ chiến, Phòng 3 Liên đoàn Dù, (1955-1959), Đại úy Tiểu đoàn phó tiểu đoàn 5 Dù, Trưởng phòng 4 Lữ đoàn Dù, Tham mưu trưởng chiến đoàn 1 Dù, Thiếu tá Tiểu đoàn 5 Dù, Trung tá Chiến đoàn trưởng Chiến đoàn 3 Dù, Đại tá lữ đoàn trưởng Lữ đoàn 3 Dù (1969-1970)               |
| 14  | Vũ Văn Giai Võ bị Đà Lạt K10                                   | Chuẩn tướng | 1954-1960         | Thiếu úy Trung đội trưởng, Trưởng ban 2, Trung úy Đại đội trưởng trong Tiểu đoàn 5 Dù (1954-1960) |
| 15  | Hồ Trung Hậu Võ khoa Thủ Đức K4                                | Chuẩn tướng | 1954-1972         | Thiếu úy Trung đội trưởng, Trung úy Đại đội trưởng trong Tiểu đoàn 6 Dù (1954-1958). (Từ 1958-1963, tạm rời khỏi binh chủng, tới năm 1963 trở lại). Thiếu tá phụ tá cho Chỉ huy chiến đoàn 1 Dù, phụ tá cho Tham mưu trưởng Lữ đoàn Dù, Tiểu đoàn trưởng Tiểu đoàn 5 Dù, Trung tá Chiến đoàn trưởng chiến đoàn 1 Dù (1963-1968). Đại tá, Chuẩn tướng Tư lệnh phó Sư đoàn Dù (1968-1972) |
| 16  | Trần Quốc Lịch Võ khoa Thủ Đức K4                              | Chuẩn tướng | 1954-1972         | Thiếu úy Trung đội trưởng, Trung úy Đại đội trưởng trong Tiểu đoàn 3 Dù. Đại úy Tiểu đoàn phó Tiểu đoàn 1 Dù. Thiếu tá Tiểu đoàn trưởng Tiểu đoàn 3 Dù (1954-1968). Trung tá, Đại tá Lữ đoàn trưởng Lữ đoàn 3 Dù (1968-1972) |
| 17  | Trần Đình Thọ Võ bị Đà Lạt K6                                  | Chuẩn tướng | 1952-1953         | Thiếu úy trung đội trưởng, Trung úy Đại đội phó trong Tiểu đoàn 3 Dù |
| 18  | Lê Văn Tư Võ bị Đà Lạt K5                                      | Chuẩn tướng | 1952-1953         | Thiếu úy Trung đội trưởng thuộc Tiểu đoàn 1 và 3 Dù |
| 19  | Lê Nguyên Vỹ Võ bị Địa phương Trung Việt K2                    | Chuẩn tướng | 1954-1955         | Thiếu úy Trung đội trưởng trong Tiểu đoàn 6 Dù, sau đó chuyển qua bộ binh |
| 20  | Lê Quang Lưỡng Võ khoa Thủ Đức K4 Tư lệnh sau cùng             | Chuẩn tướng | 1954-1975         | Thiếu úy Trung đội trưởng, Trung úy Đại đội trưởng, Đại úy Tiểu đoàn phó trong Tiểu đoàn 5 Dù (1954-1963). Đại úy, Thiếu tá Tiểu đoàn trưởng Tiểu đoàn 2 Dù (1963-1966). Thiếu tá, Trung tá, Đại tá Chiến đoàn trưởng Chiến đoàn 1, rồi Lữ đoàn trưởng Lữ đoàn 1 Dù (1966-1972). Đại tá Tư lệnh phó, Chuẩn tướng (1972) Tư lệnh Sư đoàn Dù (1972-1975)                                  |

## Tư lệnh Binh chủng qua các thời kỳ
| Stt | Họ và tên        | Cấp bậc                                                                 | Tại chức        | Chú thích |
| --- | ---------------- | ----------------------------------------------------------------------- | --------------- | --- |
| 1   | Đỗ Cao Trí       | Thiếu tá Trung tá (1/1955) Đại tá (2/1956)                              | 10/1954-09/1956 | Chỉ huy trưởng đầu tiên. Sau cùng là Trung tướng Tư lệnh Quân đoàn III, năm 1971 tử nạn trực thăng khi đang bay thị sát chiến trường miền đông (bầu trời tỉnh Tây Ninh). Được truy thăng Đại tướng |
| 2   | Nguyễn Chánh Thi | Trung tá Đại tá (10/1959)                                               | 09/1956-11/1960 | Tư lệnh Lữ đoàn (1959). Cầm đầu cuộc đảo chính 11/11/1960, thất bại sang Campuchia tỵ nạn. Sau cuộc đảo chính 1/11/1963 được trở về tiếp tục phục vụ quân đội. Sau cùng là Trung tướng Tư lệnh Quân đoàn I. Liên quan đến vụ biến động miền Trung năm 1966, giải ngũ và lưu vong tại hải ngoại cùng năm |
| 3   | Cao Văn Viên     | Trung tá Đại tá (12/1960)                                               | 11/1960-09/1964 | Sau đảo chính 1/11/1963 bị ngưng chức Tư lệnh Lữ đoàn Dù 1 tuần. Sau cùng là Đại tướng Tổng Tham mưu trưởng Bộ Tổng tham mưu. Ngày 27/4/1975 giải ngũ |
| 4   | Dư Quốc Đống     | Đại tá Chuẩn tướng (11/1964) Thiểu tướng (11/1968) Trung tướng (7/1970) | 09/1964-11/1972 | Tư lệnh Sư đoàn (1965). Sau cùng là Trung tướng phụ tá Tổng Tham mưu trưởng |
| 5   | Lê Quang Lưỡng   | Chuẩn tướng                                                             | 11/1972-04/1975 | Tư lệnh sau cùng |

## Tiêu biểu
- Cố Đại tá Nguyễn Đình Bảo
- Cố Đại úy Nguyễn Văn Đương

## Liên kết
- Các đơn vị QLVNCH Lưu trữ ngày 27 tháng 1 năm 2013 tại Wayback Machine
- Binh Chủng Nhảy Dù Việt Nam Cộng hòa Lưu trữ ngày 14 tháng 12 năm 2007 tại Wayback Machine
- Binh chủng Nhảy Dù Việt Nam Cộng hòa